# USS Idaho (BB-42)
USS Idaho (BB-42) (рус. «Айдахо») — американский линкор типа «Нью-Мексико». Был четвёртым кораблём ВМС США, названным в честь 43-го штата. Киль корабля был заложен на верфи New York Shipbuilding Corporation в Кэмдене, Нью-Джерси. Спущен на воду 30 июня 1917 года, крёстной матерью корабля стала внучка губернатора штата Айдахо Моисея Александра — мисс Хенриетта Эмилия Симонс. Линкор вступил в строй 24 марта 1919, командиром корабля стал капитан Карл Теодор Воджелджесэнг.

## История службы

### Межвоенный период

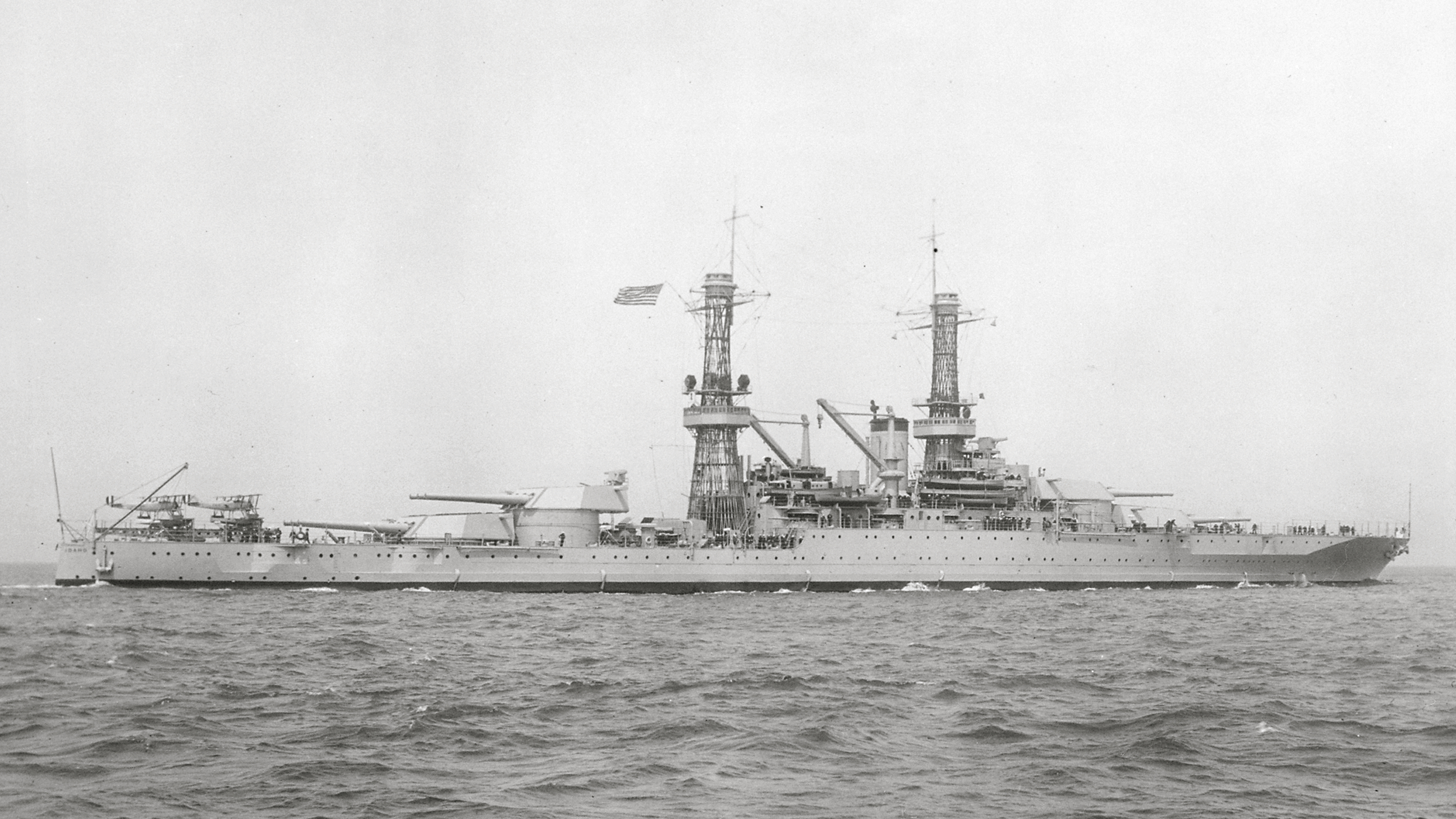
USS Idaho в 1927 год у

«Айдахо» пришёл 13 апреля 1919 года в залив Гуантанамо для боевого обучения, после возвращения в Нью-Йорк 6 июля отбыл в Рио-де-Жанейро с президентом Бразилии Эпитасиу Песоа на борту. Линкор прибыл в Рио-де-Жанейро 17 июля. Оттуда он отправился через Панамский канал в Монтерей, Калифорния. В сентябре присоединился к Тихоокеанскому флоту для совместных учебных манёвров с другими линкорами. В 1920 году линкор с министром ВМС Джозефом Дэниэлсоном и министром внутренних дел Джоном Б. Пэйнабортом на борту совершил инспекционный тур по Аляске.
По возвращении с Аляски 22 июля 1920 года, «Айдахо» принял участие в манёврах у Калифорнийского побережья.
До 1925 года линкор участвовал в многочисленных учениях. В межвоенный период принимал участие в многочисленных церемониях на Западном побережье США. Во время модернизации 1922 года с корабля были демонтированы два 130 мм орудия. В 1923 году в Сиэтле «Айдахо» принял участие в смотре, проводимом президентом Уорреном Гардингом, незадолго до его смерти. 15 апреля 1925 года корабль прибыл на Гавайи, где до 1 июля участвовал в военных играх, затем совершил поход в Самоа, Австралию и Новую Зеландию. Айдахо принял на борт Джона Роджерса и экипаж его гидроплана после чего отправился в Сан-Франциско, штат Калифорния, куда прибыл 24 сентября.

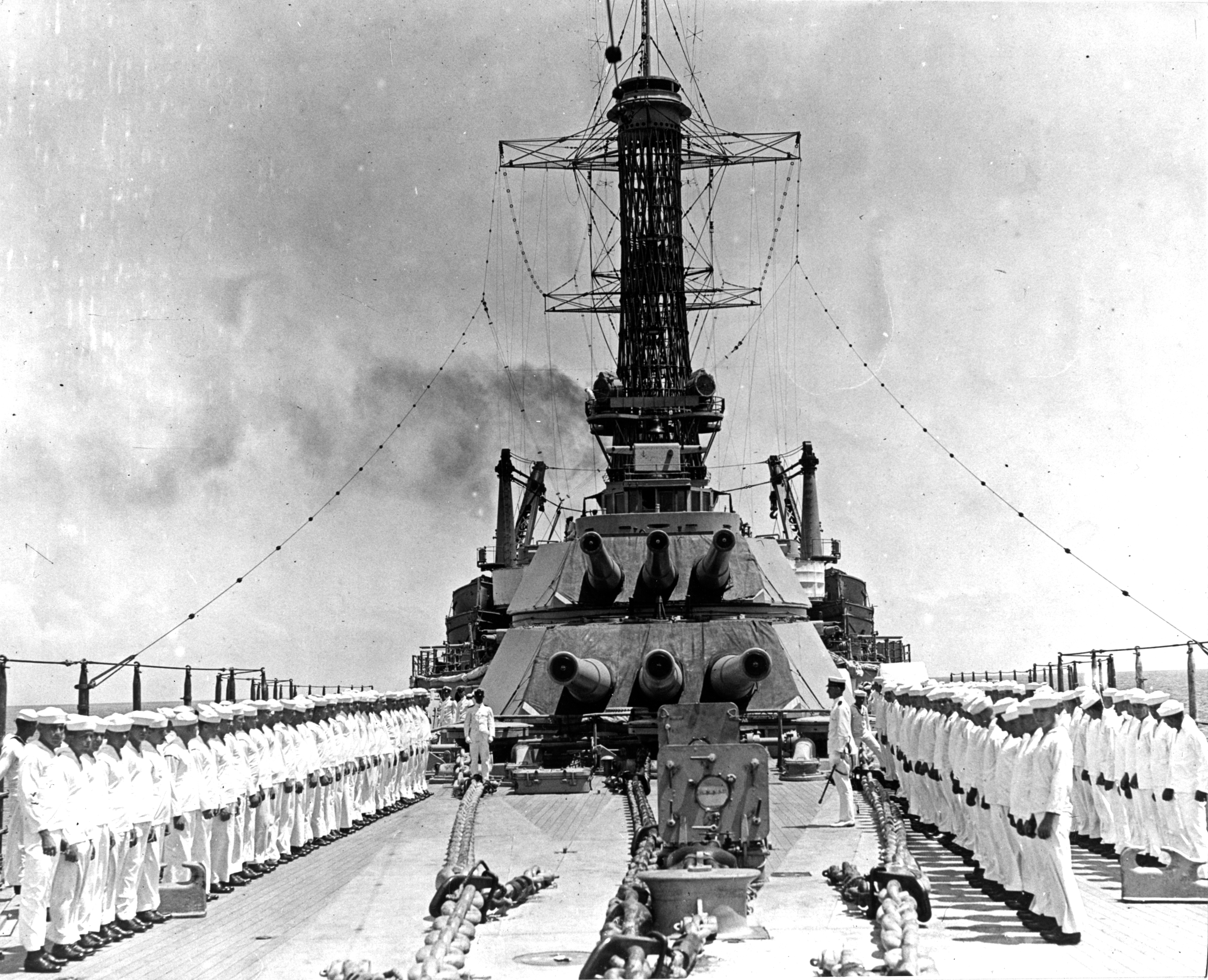
Вид на носовые башни ГК линкора Айдахо. 1920 год

В течение следующих шести лет «Айдахо» базировался в Сан-Педро, Калифорния, проводя манёвры и боевую подготовку в водах Калифорнии и в Карибском море. 7 сентября 1931 года линкор отправился из Сан-Педро на Восточное побережье, 30 сентября прибыл на Норфолкскую военную верфь для модернизации. 76-миллиметровые зенитные орудия старого линкора были заменены на восемь 130-мм пушек. Во время обширной перестройки была улучшена броневая и противолодочная защита, заменено оборудование на мачтах и в башнях. Полезный срок службы линкора в военно-морском флоте был продлён на несколько лет.
После завершения работ 9 октября 1934 года, были проведены испытания в Карибском море. 17 апреля 1935 года линкор возвратился в порт приписки, Сан-Педро.
С ростом военного напряжения на Тихом океане, флот увеличил темп своей учебной и боевой подготовки. «Айдахо» регулярно выполнял манёвры и артиллерийские стрельбы. 1 июля 1940 линкор в составе флота США прибыл в Перл-Харбор. Линкор был отправлен в Хэмптон 6 июня 1941 года, для патрулирования Атлантики. В сентябре 1941 года «Айдахо» совершил поход в Исландию, для защиты американских баз. 7 декабря японцы совершили нападение на американский флот в Перл-Харбор 7 и США вступили в войну.

### Вторая мировая война

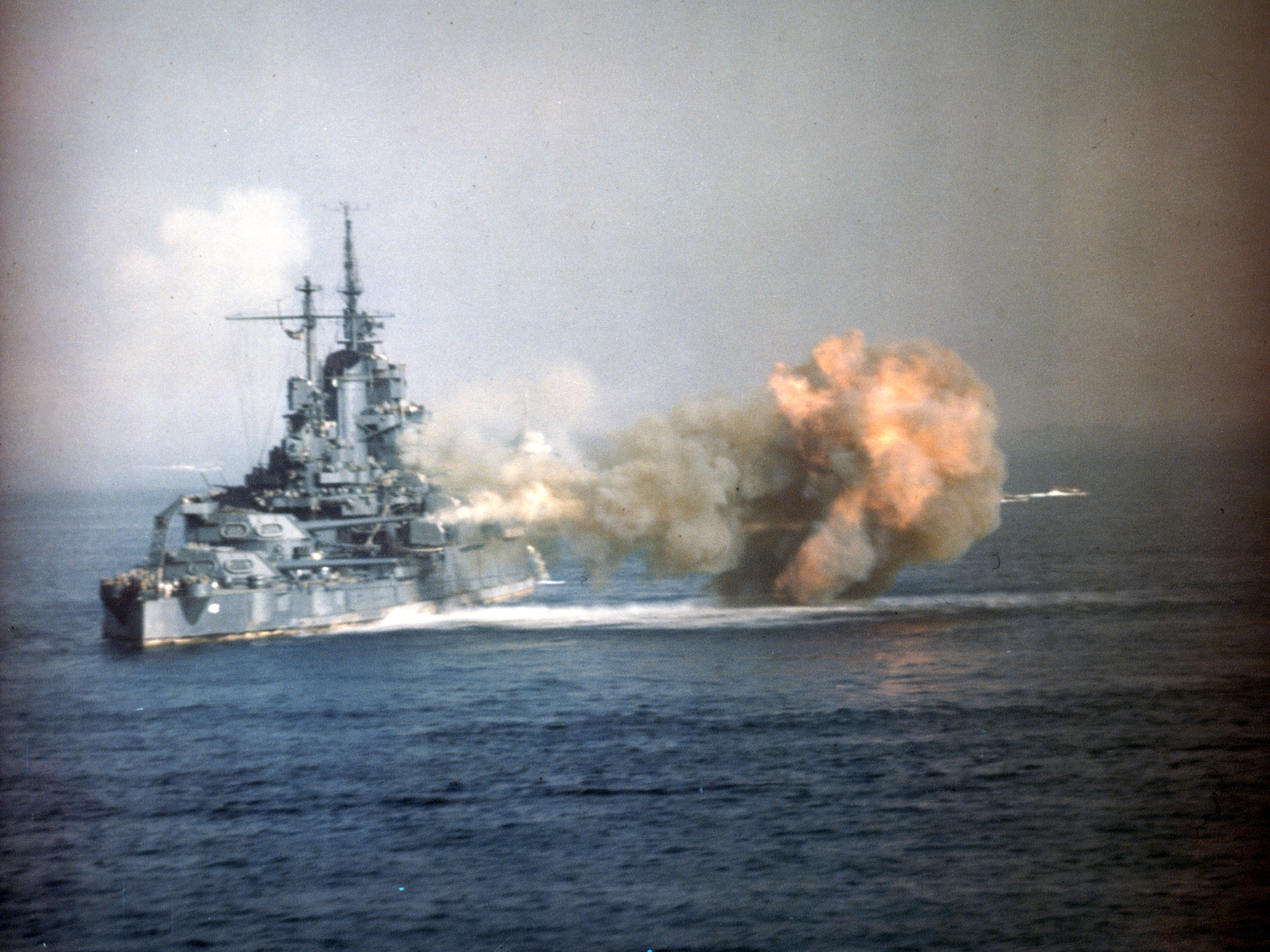
Линкор Айдахо бомбардирует Окинаву 1945 г

Через два дня после нападения на Перл-Харбор, «Айдахо» вместе с однотипным судном «Миссисипи» отбыл из Исландии, чтобы присоединиться к Тихоокеанскому флоту США. Совершил переход через Панамский канал и 31 января 1942 года прибыл в Сан-Франциско. «Айдахо» провел боевую подготовку в Калифорнийских водах и перешел в Перл-Харбор. Там линкор участвовал в боевом патрулировании до октября 1942 года, после чего перешёл на военную верфь Пьюджет-Саунда для модернизации вооружения. Оригинальная батарея 130 мм орудий была демонтирована, чтобы освободить место для зенитных пулемётов. После завершения этой работы, «Айдахо» снова принял участие в войне. 7 апреля 1943 года осуществлял поддержку американских войск в операции на Алеутских островах. Там он стал флагманом соединения кораблей, действующих вокруг Атту. 11 мая линкор оказывал поддержку орудийным огнём армейским подразделениям Соединенных Штатов. С 15 по 24 августа 1943 года линкор участвовал в масштабной операции ВМС США по освобождению острова Кыска, не зная, что японский гарнизон эвакуировался ещё за две недели до этого. С 15 августа линкор вёл интенсивный огонь из орудий ГК по побережью. Японцы эвакуировали свои гарнизоны с остров в конце июля, таким образом оставив последнюю точку опоры на Алеутских островах.

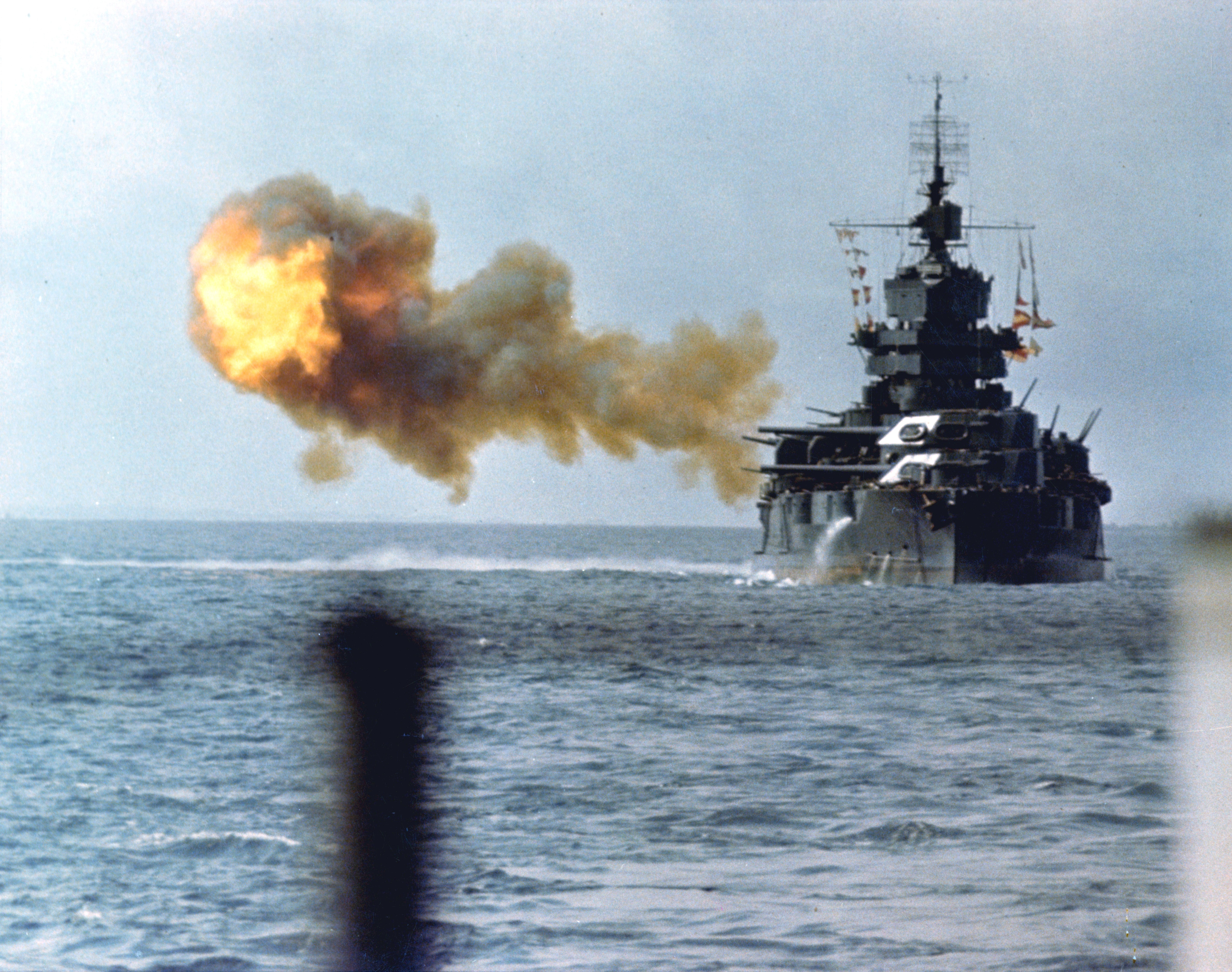
1 апреля 1945 линейный корабль ВМС США Idaho обстреливает Окинаву. Его можно легко отличить однотипных кораблей по фок-мачте и одноорудийным башням 127-миллиметровых орудий (они видны между передними башнями ГК и правым бортом судна); Айдахо был единственным линкором с такими конструктивными особенностями.